# Summer Wars
Summer Wars (サマーウォーズ, Samā Wōzu) is een Japanse animefilm uit 2009. De film is geregisseerd door Mamoru Hosoda en geproduceerd door Madhouse.

## Plot
Kenji Koiso ontdekt per ongeluk een hack van de virtuele wereld OZ. Samen met de grote familie van zijn schoolvriend Natsuki Shinohara, treffen ze voorbereidingen om de ineenstorting van deze virtuele wereld te voorkomen, en de echte wereld die er afhankelijk van is geworden.

## Rolverdeling
| Personage          | Japanse stem      |
| ------------------ | ----------------- |
| Kenji Koise        | Ryūnosuke Kamiki  |
| Natsuki Shinohara  | Nanami Sakuraba   |
| Takashi Sakuma     | Takahiro Yokokawa |
| Kazuma Ikezawa     | Mitsuki Tanimura  |
| Wabisuke Jinnouchi | Ayumu Saito       |
| Sakae Jinnouchi    | Sumiko Fuji       |
| Yuhei Jinnouchi    | Rikito Ota        |

## Prijzen en nominaties
Summer Wars was de eerste anime ooit vertoond op het Internationaal filmfestival van Locarno. Daar werd het genomineerd voor de Gouden Luipaard. De film nam ook deel aan het Filmfestival van Sitges in 2009 en ontving de Premio Gertie voor de beste animatiefilm van het festival.
Op de Tokyo International Anime Fair in 2010 ontving de film de prijs voor beste animatie en beste film. In februari 2010 ontving Summer Wars de hoofdprijs in de categorie animatie tijdens het Japan Media Arts Festival. In maart 2010 werd een Japan Academy Prize uitgereikt voor beste animatiefilm van het jaar.

## Ontvangst
Summer Wars werd positief ontvangen in recensies. Men prees de visuele vormgeving, geloofwaardige personages, en de herkenbaarheid van de sociale netwerken.